# Zwartsnavelzaadkraker
De zwartsnavelzaadkraker  (Sporophila atrirostris synoniem:Oryzoborus atrirostris) is een vogelsoort uit de familie Thraupidae (tangaren). 

## Verspreiding en leefgebied
De soort telt twee ondersoorten:
- S. a. atrirostris: van zuidelijk Colombia tot noordelijk Peru.
- S. a. gigantirostris: van zuidoostelijk Peru tot noordelijk en oostelijk Bolivia.